# Kevin Evans (wielrenner)
Kevin Evans (Jozi, 6 juni 1978) is een Zuid-Afrikaans voormalig wielrenner en mountainbiker.

## Overwinningen
2008
- 5e etappe Ronde van Egypte

2010
- Zuid-Afrikaans kampioen tijdrijden, Elite

Evans · George · Kinnear · Lange · McDonald · McLeod · Spence · Potgieter · Thomson · Van Heerden · White · Woolcock
Byukusenge · Chaabane · Evans · George · McLeod · Munanganda · Nameembo · Niyonshuti · Potgieter · Teutenberg · Thomson · C. Van Heerden · J. Van Heerden
Evans · Girdlestone · Janse van Rensburg · McLeod · Namanyana · Niyonshuti · Potgieter · C. Van Heerden · J. Van Heerden · Venter